# منتخب ألبانيا تحت 19 سنة لكرة القدم
منتخب ألبانيا تحت 19 سنة لكرة القدم هو ممثل ألبانيا الرسمي في المنافسات الدولية في كرة القدم في فئة كرة قدم للرجال تحت 19 سنة، يديريه اتحاد ألبانيا لكرة القدم.

## النتائج الأخيرة
انتهى مسار المنتخب الألباني في سباق التأهل إلى بطولة أمم أوروبا تحت 19 سنة بخسارة جميع مباريات التصفيات المؤهِّلة للمشاركة في هذه البطولة. وقد لعب ضد منتخب آيسلندا آخر مباراة له في التصفيات، خسر حينها بنتيجة 4 أهداف مقابل 2، وذلك يوم 19 نونبر/تشرين الثاني 2019.
| الرتبة | المنتخب | مباريات ملعوبة | ربح | تعادل | خسارة | هدف مُسجَّل | هدف مُستقبَل | فارق الأهداف | نقاط | تأهل        |
| ------ | ------- | -------------- | --- | ----- | ----- | -------- | ---------- | ------------ | ---- | ----------- |
| 1      | بلجيكا  | 3              | 3   | 0     | 0     | 6        | 1          | +5           | 9    | جولة النخبة |
| 2      | آيسلندا | 3              | 2   | 0     | 1     | 9        | 7          | +2           | 6    | جولة النخبة |
| 3      | اليونان | 3              | 1   | 0     | 2     | 7        | 7          | 0            | 3    |             |
| 4      | ألبانيا | 3              | 0   | 0     | 3     | 4        | 11         | -7           | 0    |             |

المصدر: موقع الاتحاد الأوروبي لكرة القدم